# George Charles de Hevesy
George Charles de Hevesy (noto anche come Georg Karl von Hevesy) (Budapest, 1º agosto 1885 – Friburgo in Brisgovia, 5 luglio 1966) è stato un chimico ungherese di origine ebraica, pioniere nell'uso dei traccianti radioattivi (1934) e scopritore, con Dirk Coster, dell'elemento detto afnio (1923).
Per il suo contributo al progresso della scienza nel 1943 è stato insignito del Premio Nobel per la chimica

## Biografia

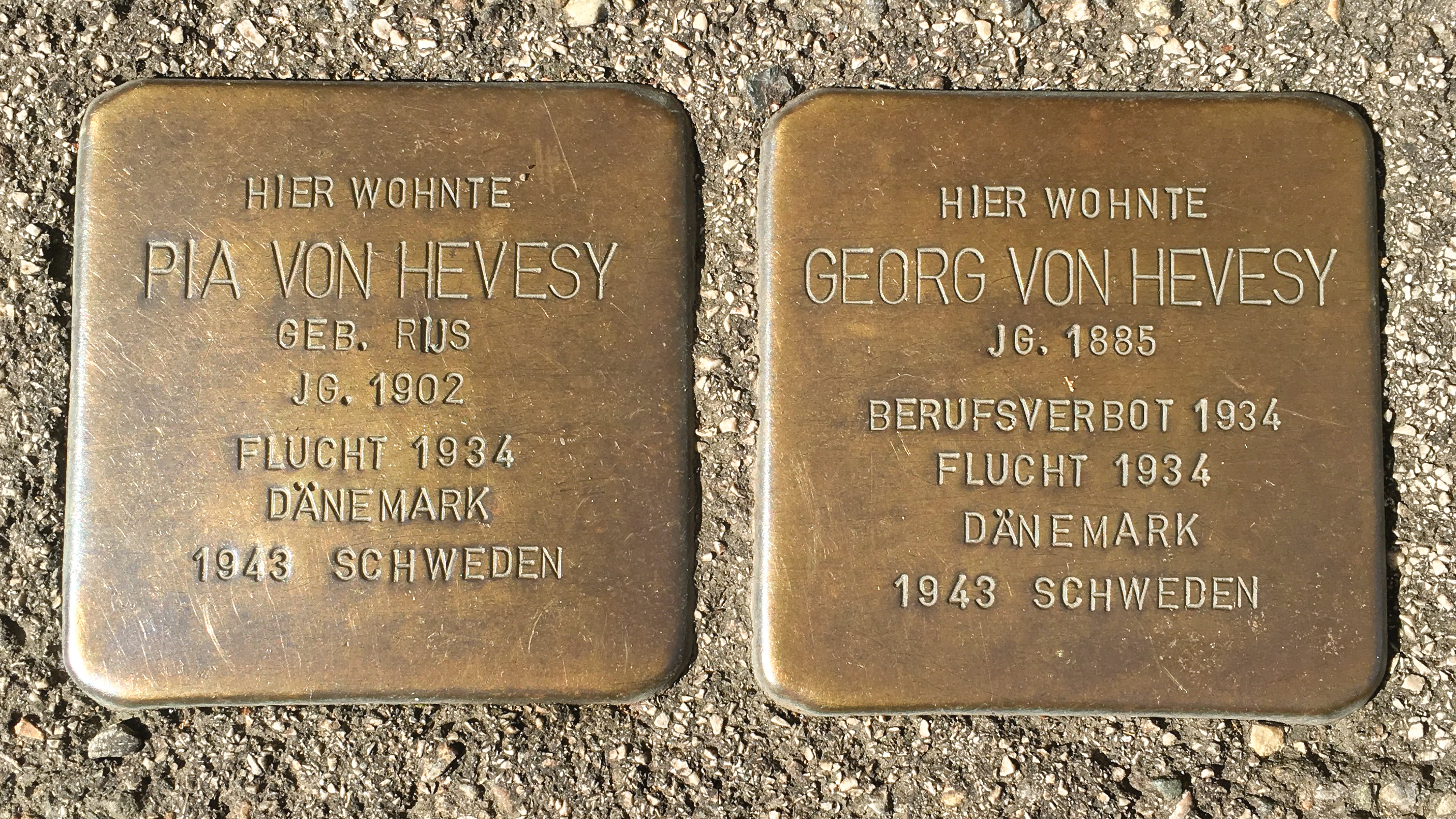
Pietre d'inciampo di Georg e Pia de Hevesy in Germania

Hevesy György è nato a Budapest, in Ungheria, da una famiglia ricca e nobilitata di origine ungherese-ebraica, il quinto di otto figli dai suoi genitori Lajos Bischitz e la baronessa Eugénia (Jenny) Schossberger (nobilitato come "De Tornya"). I nonni di entrambi i lati della famiglia avevano fornito i presidenti della comunità ebraica di Pest. I suoi genitori si convertirono al cattolicesimo romano. George è cresciuto a Budapest e si è laureato nel 1903 al Piarista Gimnázium. Il nome della famiglia nel 1904 era Hevesy-Bischitz, e Hevesy in seguito cambiò il proprio.
De Hevesy iniziò i suoi studi in chimica all'Università di Budapest per un anno e all'università tecnica di Berlino per diversi mesi, ma si è trasferito all'Università di Friburgo. Lì conobbe Ludwig Gattermann. Nel 1906 iniziò il suo dottorato con Georg Franz Julius Meyer, conseguendolo nel 1908.  Nel 1908 a Hevesy fu offerto un posto presso il Politecnico federale di Zurigo, in Svizzera, dove essendo benestante fu in grado di scegliere il suo ambiente di ricerca. In seguito lavorò con Fritz Haber a Karlsruhe, in Germania, poi con Ernest Rutherford a Manchester, in Inghilterra, dove ha incontrato anche Niels Bohr. Tornato a casa a Budapest, fu nominato professore di chimica fisica nel 1918. Nel 1920 si stabilì a Copenaghen.

### Ricerca
Nel 1922 de Hevesy scoprì (con Dirk Coster) l'elemento afnio (72Hf). La tavola periodica di Mendeleev del 1869 disponeva gli elementi chimici in un sistema logico, ma mancava un elemento chimico con 72 protoni. Hevesy decise di cercare quell'elemento sulla base del modello atomico di Bohr. Il museo mineralogico di Norvegia e Groenlandia a Copenaghen ha fornito il materiale per la ricerca. Le caratteristiche registrazioni di spettri a raggi X del campione indicavano che era presente un nuovo elemento.
Supportato finanziariamente dalla Rockefeller Foundation, Hevesy ha avuto un anno molto produttivo. Ha sviluppato il metodo analitico di fluorescenza a raggi X e ha scoperto il raggio alfa del samario. Fu qui che iniziò l'uso di isotopi radioattivi nello studio dei processi metabolici di piante e animali, tracciando sostanze chimiche nel corpo sostituendo parte di isotopi stabili con piccole quantità di isotopi radioattivi. Nel 1923, Hevesy pubblicò il primo studio sull'uso del 212Pb naturalmente radioattivo come tracciante radioattivo per seguire l'assorbimento e la traslocazione nelle radici, negli steli e nelle foglie di Vicia faba, noto anche come fava. Più tardi, nel 1943, il lavoro sulla traccia radioattiva gli avrebbe reso il Premio Nobel per la chimica.
Nel 1924 Hevesy tornò a Friburgo come professore di chimica fisica, e nel 1930 andò alla Cornell University come Baker Lecturer. Quattro anni dopo riprese le sue attività presso l'Istituto Niels Bohr, con sede nel 1952. Nel 1943 fu domiciliato a Stoccolma e fu associato all'Istituto di ricerca in chimica organica. Nel 1949 fu eletto Professore di Franqui all'Università di Gand. In seguito, benché in pensione, sarebbe rimasto un socio scientifico attivo dell'Università di Stoccolma. Hevesy accettò poi un lavoro presso l'Università di Friburgo.
Quando i nazisti invasero la Danimarca durante la seconda guerra mondiale, George de Hevesy dissolse le medaglie dei premi nobel dei fisici tedeschi Max von Laue (1914) e James Franck (1925) in acqua regia per evitare che i nazisti le sequestrassero. De Hevesy nascose poi la soluzione tra altri reagenti chimici, riuscendo nell'impresa di renderla invisibile ai nazisti. Alla fine della guerra, de Hevesy ritornò nel laboratorio e ritrovò la soluzione intatta. Da questa riprecipitò l'oro, che fu inviato all'Accademia Svedese delle Scienze e alla Fondazione Nobel, la quale rimodellò le medaglie che vennero successivamente restituite a Laue e Franck.
Nel 1943 Copenaghen non fu più sicura per uno scienziato ebreo e de Hevesy fuggì in Svezia, dove lavorò al Stockholm University College fino al 1961. A Stoccolma de Hevesy fu ricevuto nel dipartimento di chimica dal premio Nobel Hans von Euler-Chelpin, che rimase fortemente filo-tedesco durante la guerra. Nonostante ciò, de Hevesy e von Euler-Chelpin collaborarono assieme a numerosi articoli scientifici durante e dopo la guerra.
Mentre era a Stoccolma, de Hevesy ricevette il premio Nobel per la chimica. Successivamente fu inserito nella Royal Society e ricevette la medaglia Copley, di cui era particolarmente orgoglioso. De Hevesy dichiarò: "Il pubblico pensa al Premio Nobel per la chimica come il massimo onore che uno scienziato può ricevere, ma non è così. Quaranta o cinquanta hanno ricevuto premi Nobel per la chimica, ma solo dieci membri stranieri della Royal Society e due (Bohr e Hevesy) hanno ricevuto una medaglia Copley ". George de Hevesy fu eletto membro straniero dell'Accademia reale svedese delle scienze nel 1942, e il suo status fu successivamente cambiato in membro svedese. Ha ricevuto il premio Atoms for Peace nel 1958 per il suo uso pacifico degli isotopi radioattivi.

## Vita familiare e morte
De Hevesy sposò Pia Riis nel 1924. Ebbero un figlio e tre figlie, una delle quali (Eugenia) sposò un nipote del premio Nobel svedese Svante Arrhenius. De Hevesy morì nel 1966 all'età di ottant'anni e fu sepolto a Friburgo. Nel 2000, il suo cadavere fu trasferito nel cimitero di Kerepesi a Budapest, in Ungheria. Aveva pubblicato un totale di 397 documenti scientifici, uno dei quali era la conferenza commemorativa Becquerel-Curie, in cui aveva ricordato le carriere dei pionieri della radiochimica.  Su richiesta della sua famiglia, le sue ceneri furono sepolte nella sua città natale a Budapest il 19 aprile 2001.